# مارثا ماريانا كاسترو
مارثا ماريانا كاسترو (بالإسبانية: Martha Mariana Castro)‏ هي ممثلة مكسيكية، ولدت في 7 نوفمبر 1966 في كواوتلا ‏ في المكسيك.

## وصلات خارجية
- مارثا ماريانا كاسترو على موقع IMDb (الإنجليزية)
- مارثا ماريانا كاسترو على موقع أول موفي (الإنجليزية)
- مارثا ماريانا كاسترو على موقع قاعدة بيانات الفيلم (الإنجليزية)